# میشل آزاما
میشل آزاما فرانسوی: Michel Azama‎؛ زادهٔ ۱۹۴۷در شهر ویل لونگ دولاسالانک واقع در استان پیرنه-اورینتال، نویسنده و نمایش‌نامه‌نویس فرانسوی است.

## زندگی‌نامه
میشل آزاما بعد از تحصیل در رشتهٔ ادبیات و فلسفه در دانشگاه مون‌پلیه، دورهٔ بازیگری در نمایشهای کمدی را در مدرسه ملی تئاتر ژاک لکوک گذراند. او طی اقامتی دو ساله در مراکش اولین متن نمایشی خود را در ۱۹۸۴ با عنوان Bled نوشت. او سپس مشاور ادبی مرکز ملی نوشته‌های نمایشی پاریس و سردبیر مجله Les Cahiers de Prospero منصوب گردید. مجموعهٔ سه جلدی De Godot à Zucco که دربردارندهٔ منتخبی از آثار نمایشی نویسندگان فرانسوی از ۱۹۵۰ تا ۲۰۰۰ است، مهم‌ترین کار میشل آزاما محسوب می‌شود که در ۲۰۰۳ در پاریس انتشار یافت.